# Bahnstrecke Herbertingen–Isny
| Streckennummer (DB): | 4550 |                                          |                                          |
| Kursbuchstrecke (DB): | 752 (Aulendorf–Bad Wurzach) 753 (Sigmaringen–Memmingen/Hergatz) 754 (Aulendorf–Pfullendorf) 306b (Herbertingen – Leutkirch 1946) 306h (Leutkirch – Isny 1946) |                                          |                                          |
| Streckenlänge: | 84,539 km |                                          |                                          |
| Spurweite: | 1435 mm (Normalspur) |                                          |                                          |
| Streckenklasse: | D4 |                                          |                                          |
| Stromsystem: | Kißlegg–Leutkirch 15 kV 16,7 Hz ~ |                                          |                                          |
| Maximale Neigung: | 1:125 = 8 ‰ |                                          |                                          |
| Minimaler Radius: | 573 m |                                          |                                          |
| Streckengeschwindigkeit: | 100 km/h |                                          |                                          |
| Zugbeeinflussung: | PZB |                                          |                                          |
| | |                                          |                                          |
| \| \| \| von Sigmaringen \| \| \| \| 0,000 \| Herbertingen \| 548 m \| \| \| \| nach Ulm \| \| \| \| 1,914 \| Herbertingen Ort \| 560 m \| \| \| 3,200 \| Mieterkingen \| Mieterkingen \| \| \| 8,997 \| Bad Saulgau (ehemals Saulgau) \| 593 m \| \| \| 13,100 \| Hochberg \| 617 m \| \| \| \| von Schwackenreute \| \| \| \| 19,463 \| Altshausen (Keilbahnhof) \| 572 m \| \| \| 23,600 \| Steinenbach-Blönried \| 567 m \| \| \| \| Anschlussgleis \| \| \| \| \| von Friedrichshafen \| \| \| \| 28,012 \| Aulendorf \| 547 m \| \| \| \| nach Ulm \| \| \| \| \| Schussen \| \| \| \| 37,487 \| Bad Waldsee (ehemals Waldsee) \| 597 m \| \| \| \| Mittelurbach (1954–1981[1]) \| \| \| \| \| von Bad Wurzach \| \| \| \| 45,345 \| Roßberg \| 651 m \| \| \| 48,146 \| Alttann \| 670 m \| \| \| 50,853 \| Wolfegg (bis 2005 Bahnhof) \| 677 m \| \| \| 55,600 \| Hahnensteig-Krumbach \| Hahnensteig-Krumbach \| \| \| \| von Hergatz \| \| \| \| 57,665 \| Kißlegg \| 651 m \| \| \| 60,300 \| Reipertshofen \| 658 m \| \| \| 62,000 \| Freibolz \| Freibolz \| \| \| 63,300 \| Gebrazhofen \| 665 m \| \| \| 65,900 \| Heggelbach \| 665 m \| \| \| 68,612 \| Leutkirch (Keilbahnhof) \| 652 m \| \| \| \| nach Memmingen \| \| \| \| 72,060 \| Rauns \| Rauns \| \| \| 73,680 \| Eschach \| Eschach \| \| \| 73,830 \| Urlau (bis 1935 Haltepunkt) \| Urlau (bis 1935 Haltepunkt) \| \| \| 74,020 \| Ladestelle Urlau (ab 1976) \| Ladestelle Urlau (ab 1976) \| \| \| \| Heeresmunitionsanstalt Urlau (1935–1948) \| \| \| \| 75,830 \| Eschach \| Eschach \| \| \| 77,260 \| Friesenhofen (bis 1976) \| Friesenhofen (bis 1976) \| \| \| 78,400 \| Laiblesgraben \| Laiblesgraben \| \| \| 78,600 \| Feldweg bei Rimpach \| Feldweg bei Rimpach \| \| \| 80,000 \| Friesenbach \| Friesenbach \| \| \| 80,830 \| Aigeltshofen \| Aigeltshofen \| \| \| 81,600 \| Rohrdorfer Bach \| Rohrdorfer Bach \| \| \| 82,400 \| Feldweg bei Rohrwies \| Feldweg bei Rohrwies \| \| \| 82,700 \| Gemeindestraße nach Ratzenhofen \| Gemeindestraße nach Ratzenhofen \| \| \| 82,830 \| Untere Argen (34 m) \| Untere Argen (34 m) \| \| \| \| von Kempten \| \| \| \| 84,539 \| Isny \| 697 m \| | |                                          |                                          |
| Strecke | | von Sigmaringen                          | von Sigmaringen                          |
| Bahnhof | 0,000 | Herbertingen                             | 548 m                                    |
| Abzweig geradeaus und nach links | | nach Ulm                                 | nach Ulm                                 |
| Haltepunkt / Haltestelle | 1,914 | Herbertingen Ort                         | 560 m                                    |
| ehemaliger Haltepunkt / Haltestelle | 3,200 | Mieterkingen                             | Mieterkingen                             |
| Bahnhof | 8,997 | Bad Saulgau (ehemals Saulgau)            | 593 m                                    |
| ehemaliger Bahnhof | 13,100 | Hochberg                                 | 617 m                                    |
| Abzweig geradeaus und von rechts | | von Schwackenreute                       | von Schwackenreute                       |
| Bahnhof | 19,463 | Altshausen (Keilbahnhof)                 | 572 m                                    |
| ehemaliger Bahnhof | 23,600 | Steinenbach-Blönried                     | 567 m                                    |
| Abzweig geradeaus und ehemals nach links | | Anschlussgleis                           | Anschlussgleis                           |
| Abzweig geradeaus und von rechts | | von Friedrichshafen                      | von Friedrichshafen                      |
| Bahnhof | 28,012 | Aulendorf                                | 547 m                                    |
| Abzweig geradeaus und nach links | | nach Ulm                                 | nach Ulm                                 |
| Brücke über Wasserlauf | | Schussen                                 | Schussen                                 |
| Bahnhof | 37,487 | Bad Waldsee (ehemals Waldsee)            | 597 m                                    |
| ehemaliger Haltepunkt / Haltestelle | | Mittelurbach (1954–1981)                 | Mittelurbach (1954–1981)                 |
| Abzweig geradeaus und von links | | von Bad Wurzach                          | von Bad Wurzach                          |
| Dienststation / Betriebs- oder Güterbahnhof | 45,345 | Roßberg                                  | 651 m                                    |
| Haltepunkt / Haltestelle | 48,146 | Alttann                                  | 670 m                                    |
| Haltepunkt / Haltestelle | 50,853 | Wolfegg (bis 2005 Bahnhof)               | 677 m                                    |
| ehemaliger Haltepunkt / Haltestelle | 55,600 | Hahnensteig-Krumbach                     | Hahnensteig-Krumbach                     |
| Abzweig geradeaus und von rechts | | von Hergatz                              | von Hergatz                              |
| Bahnhof | 57,665 | Kißlegg                                  | 651 m                                    |
| ehemaliger Haltepunkt / Haltestelle | 60,300 | Reipertshofen                            | 658 m                                    |
| ehemaliger Haltepunkt / Haltestelle | 62,000 | Freibolz                                 | Freibolz                                 |
| ehemaliger Bahnhof | 63,300 | Gebrazhofen                              | 665 m                                    |
| ehemaliger Haltepunkt / Haltestelle | 65,900 | Heggelbach                               | 665 m                                    |
| Bahnhof | 68,612 | Leutkirch (Keilbahnhof)                  | 652 m                                    |
| Abzweig ehemals geradeaus und nach links | | nach Memmingen                           | nach Memmingen                           |
| Brücke über Wasserlauf (Strecke außer Betrieb) | 72,060 | Rauns                                    | Rauns                                    |
| Brücke über Wasserlauf (Strecke außer Betrieb) | 73,680 | Eschach                                  | Eschach                                  |
| Bahnhof (Strecke außer Betrieb) | 73,830 | Urlau (bis 1935 Haltepunkt)              | Urlau (bis 1935 Haltepunkt)              |
| Dienststation / Betriebs- oder Güterbahnhof (Strecke außer Betrieb) | 74,020 | Ladestelle Urlau (ab 1976)               | Ladestelle Urlau (ab 1976)               |
| Abzweig geradeaus und nach links (Strecke außer Betrieb) | | Heeresmunitionsanstalt Urlau (1935–1948) | Heeresmunitionsanstalt Urlau (1935–1948) |
| Brücke über Wasserlauf (Strecke außer Betrieb) | 75,830 | Eschach                                  | Eschach                                  |
| Bahnhof (Strecke außer Betrieb) | 77,260 | Friesenhofen (bis 1976)                  | Friesenhofen (bis 1976)                  |
| Brücke über Wasserlauf (Strecke außer Betrieb) | 78,400 | Laiblesgraben                            | Laiblesgraben                            |
| Brücke (Strecke außer Betrieb) | 78,600 | Feldweg bei Rimpach                      | Feldweg bei Rimpach                      |
| Brücke über Wasserlauf (Strecke außer Betrieb) | 80,000 | Friesenbach                              | Friesenbach                              |
| Haltepunkt / Haltestelle (Strecke außer Betrieb) | 80,830 | Aigeltshofen                             | Aigeltshofen                             |
| Brücke über Wasserlauf (Strecke außer Betrieb) | 81,600 | Rohrdorfer Bach                          | Rohrdorfer Bach                          |
| Brücke (Strecke außer Betrieb) | 82,400 | Feldweg bei Rohrwies                     | Feldweg bei Rohrwies                     |
| Brücke (Strecke außer Betrieb) | 82,700 | Gemeindestraße nach Ratzenhofen          | Gemeindestraße nach Ratzenhofen          |
| Brücke über Wasserlauf (Strecke außer Betrieb) | 82,830 | Untere Argen (34 m)                      | Untere Argen (34 m)                      |
| Abzweig geradeaus und von links (Strecke außer Betrieb) | | von Kempten                              | von Kempten                              |
| Kopfbahnhof Streckenende (Strecke außer Betrieb) | 84,539 | Isny                                     | 697 m                                    |

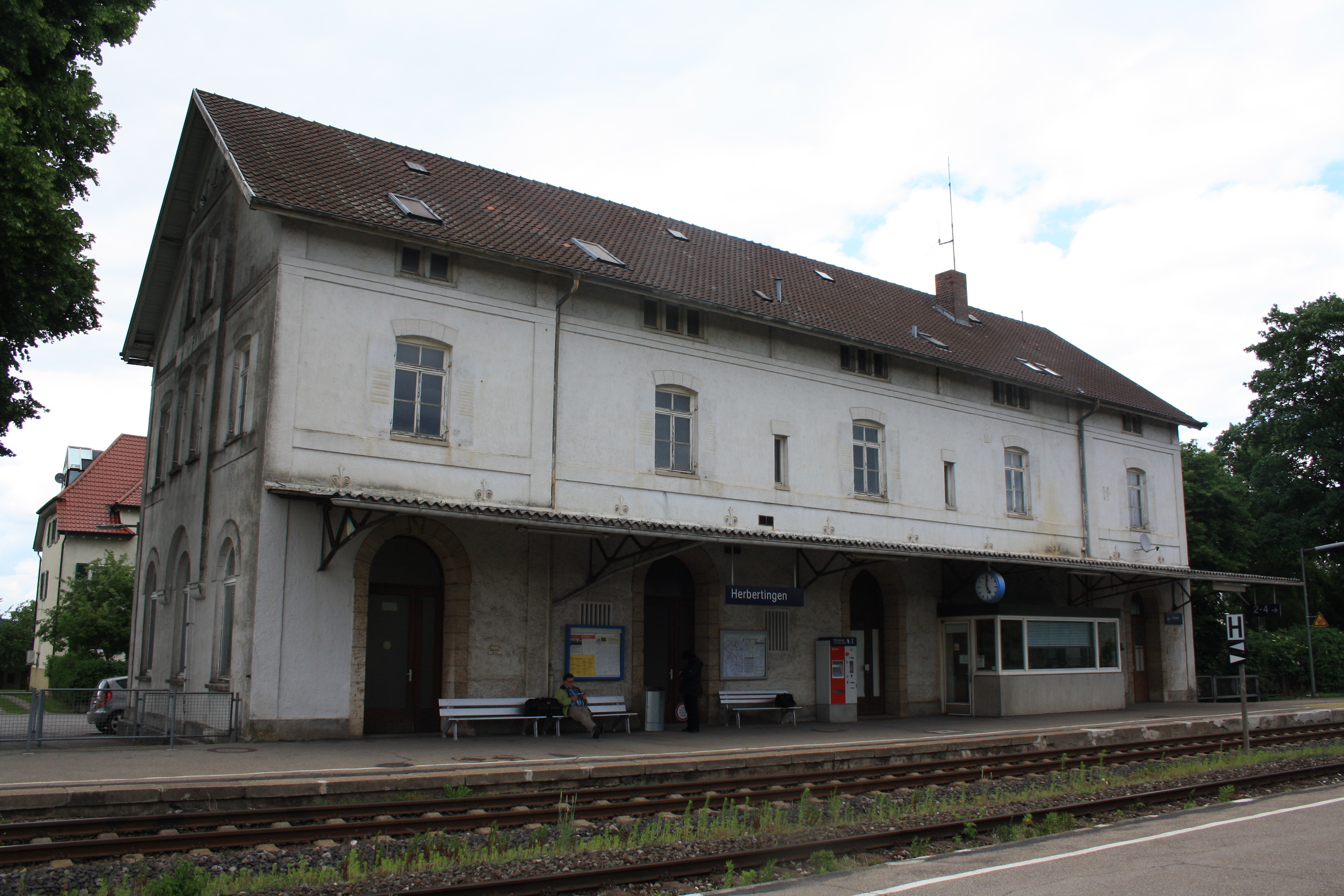
Bahnhof Herbertingen

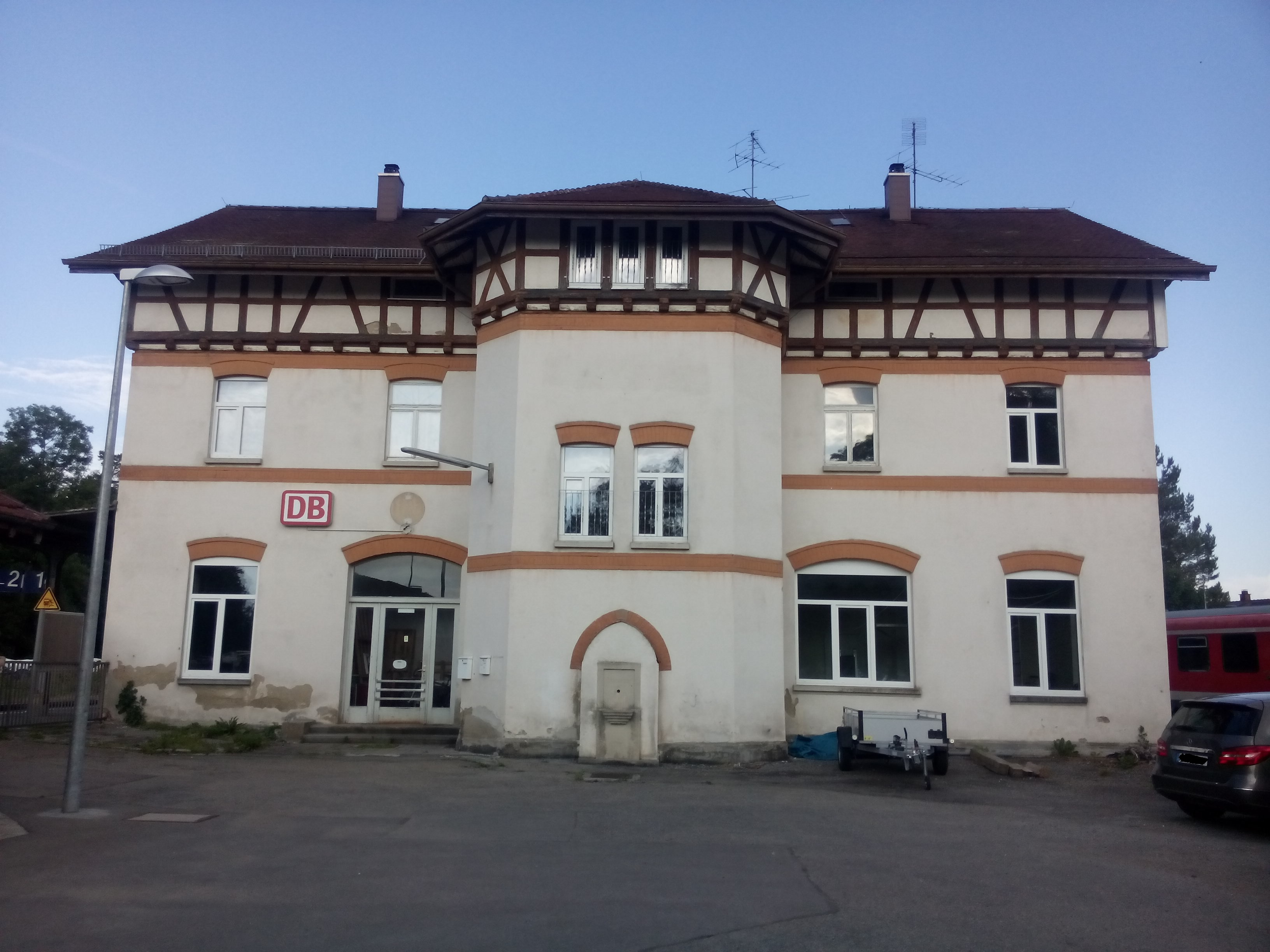
Bahnhof Altshausen

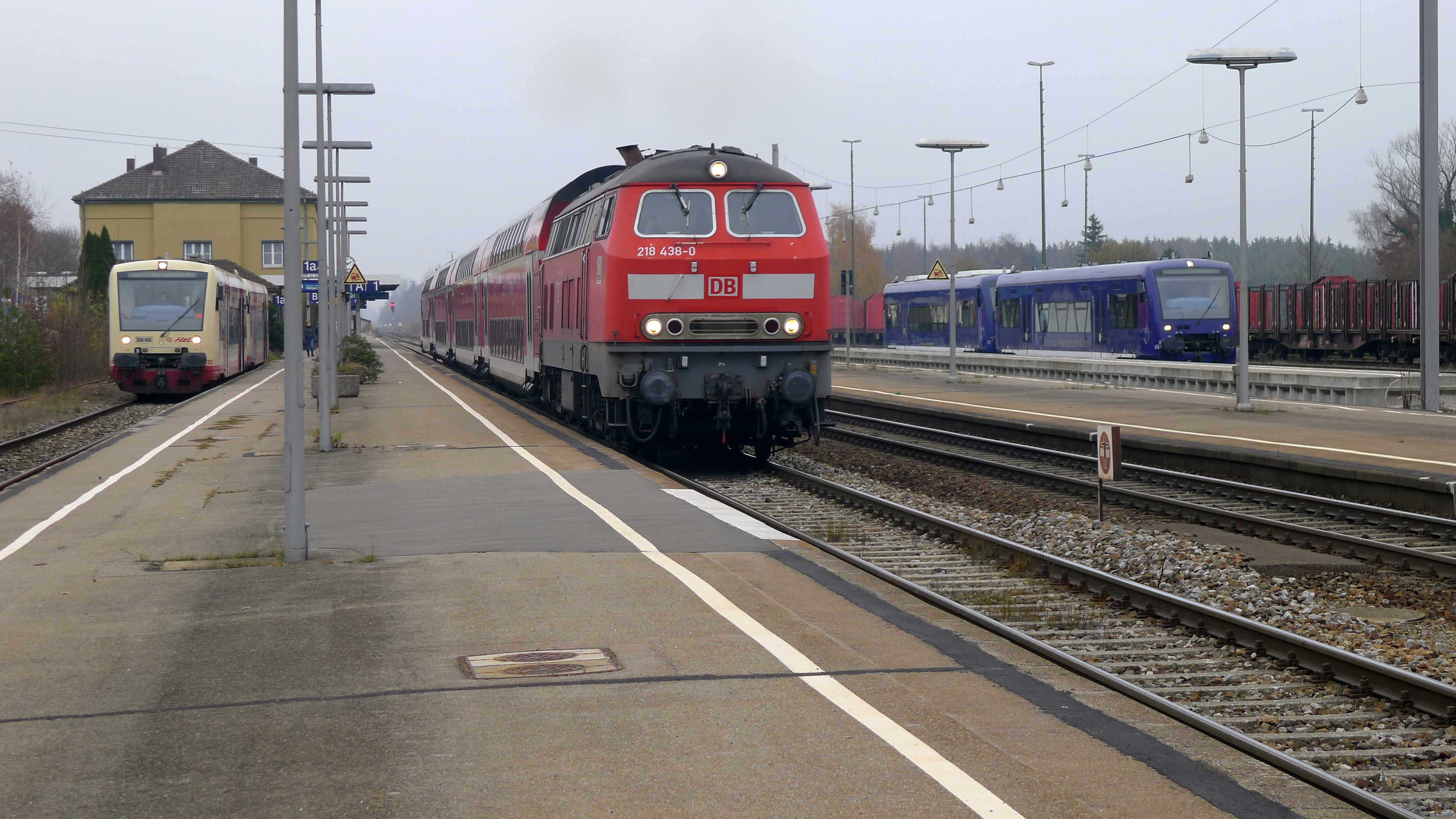
Bahnhof Aulendorf im Jahre 2011 mit Zügen dreier verschiedener Gesellschaften

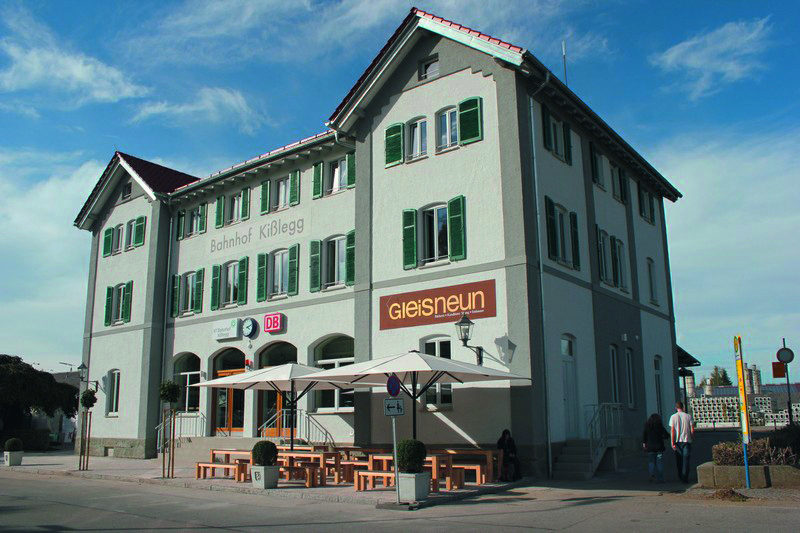
Bahnhof Kißlegg

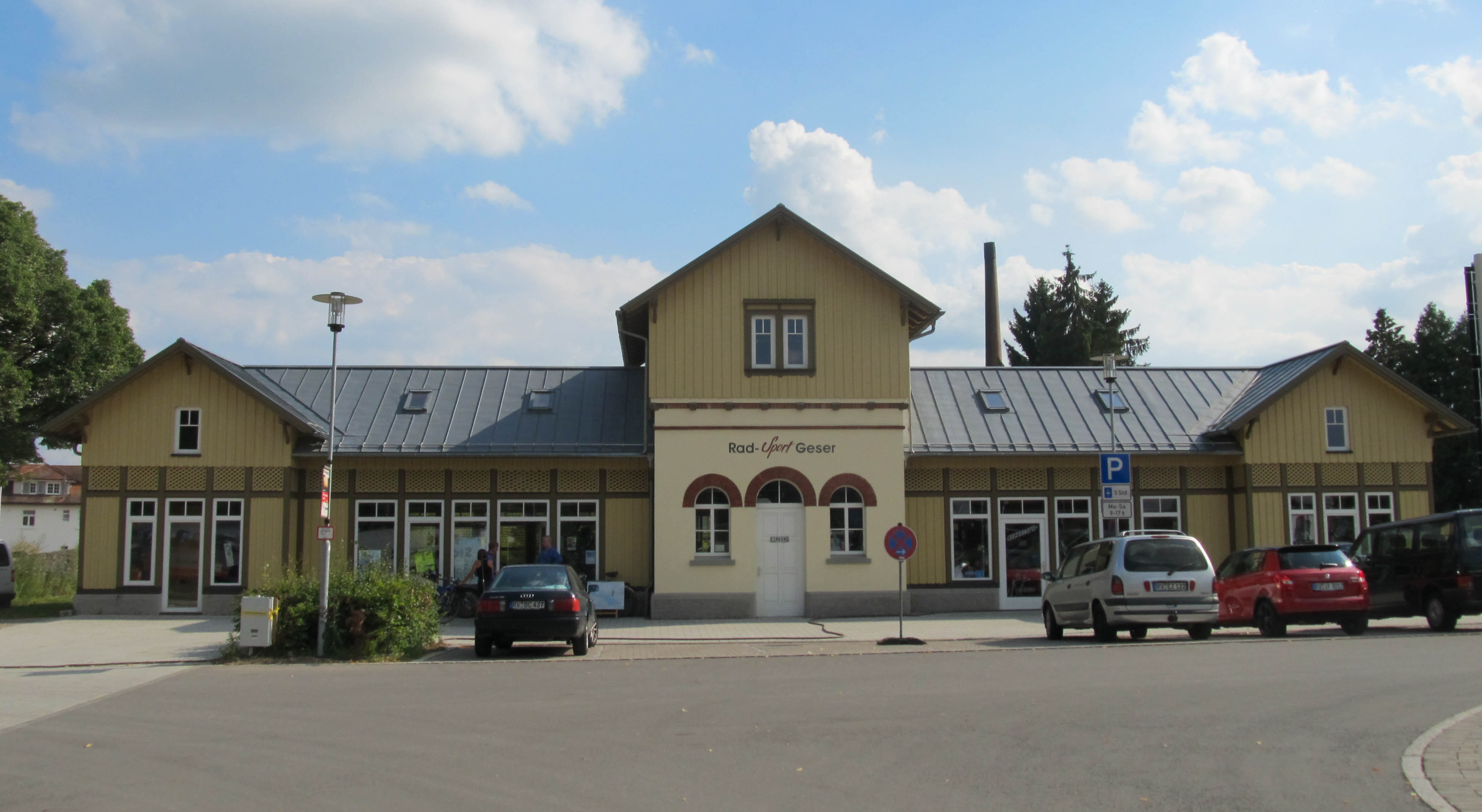
Isnyer Nebengebäude am Bahnhof Leutkirch

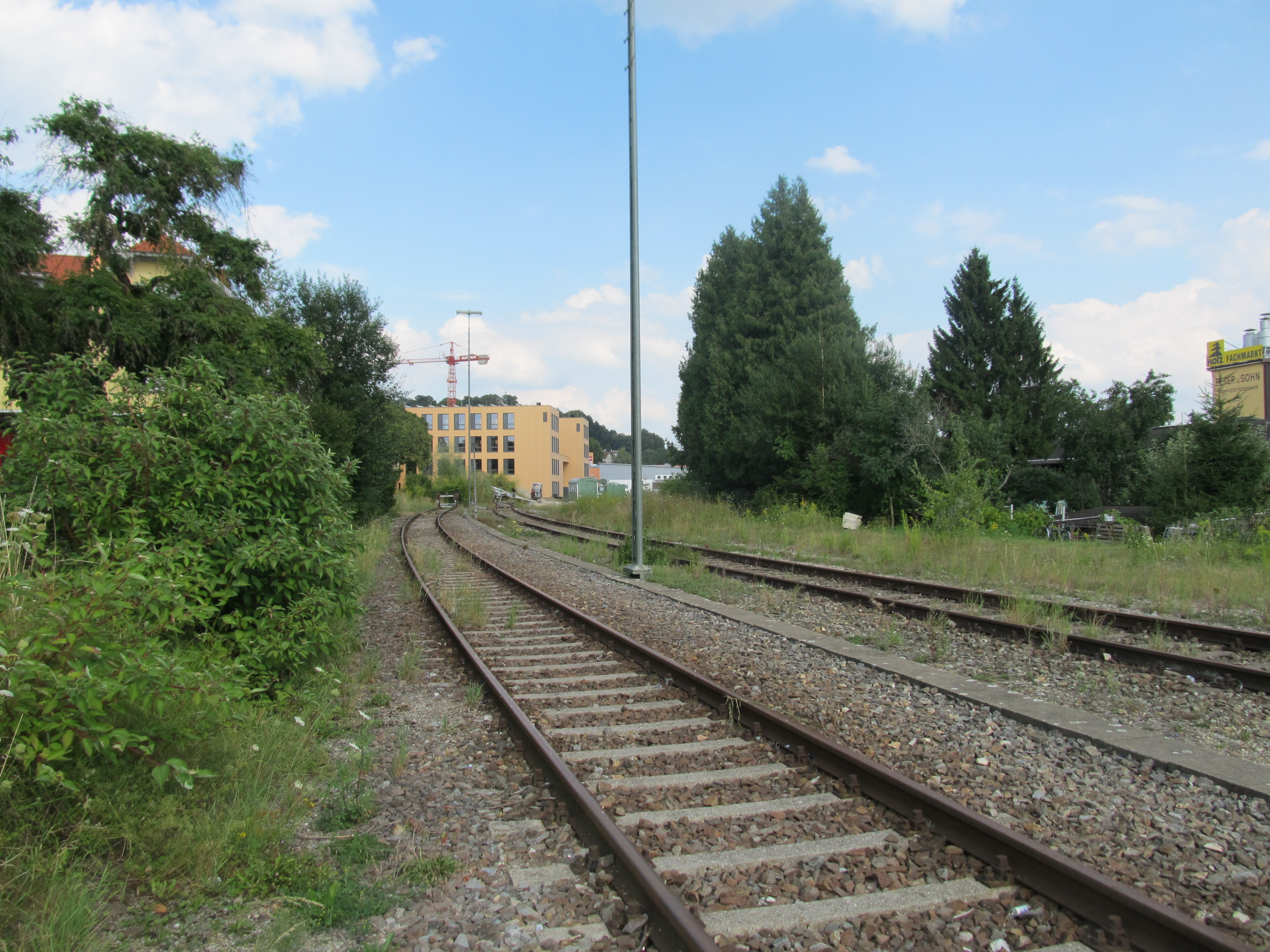
Ehemalige Gleisanlage Richtung Isny am Bahnhof Leutkirch

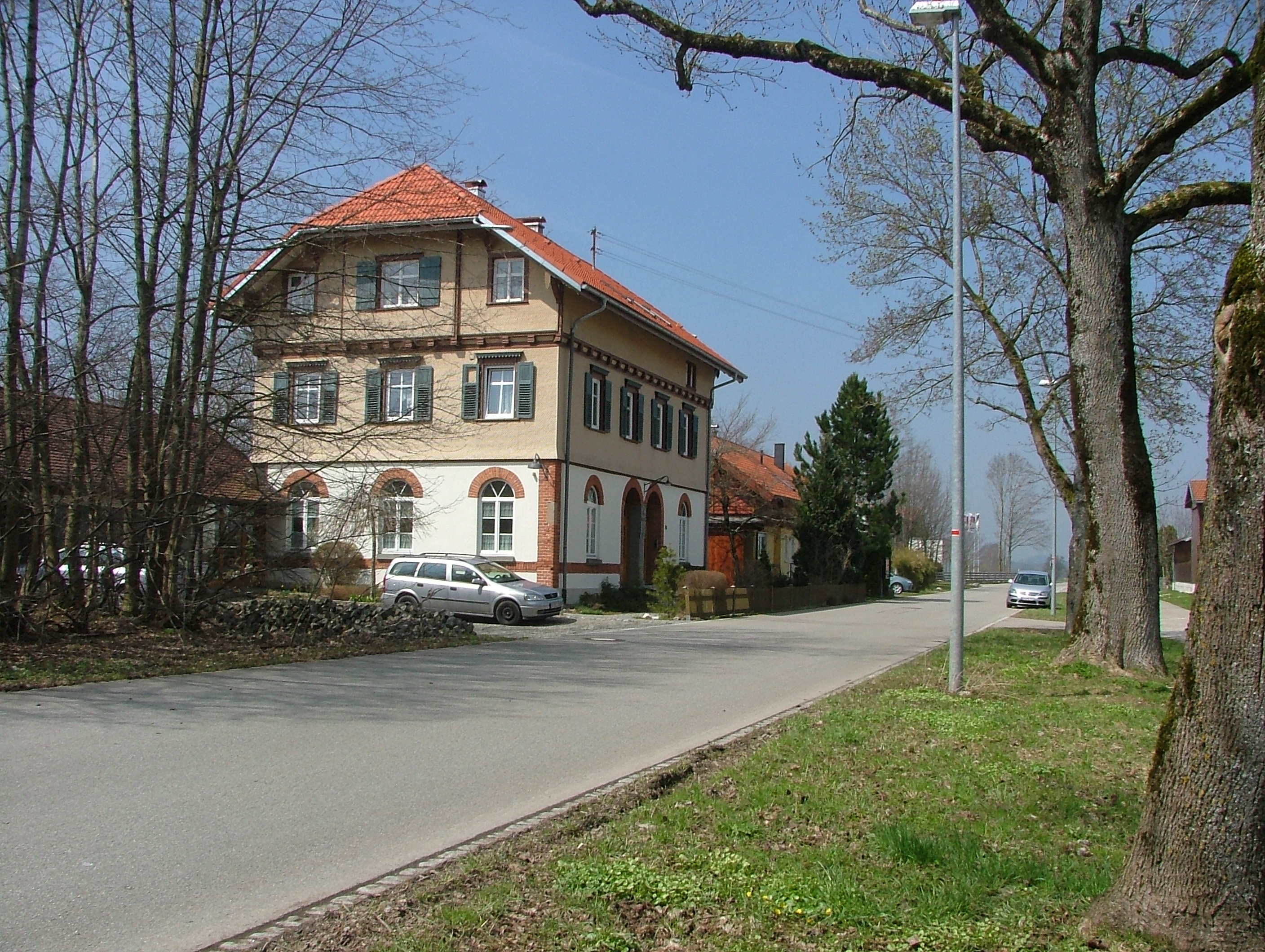
Bahnhof Friesenhofen

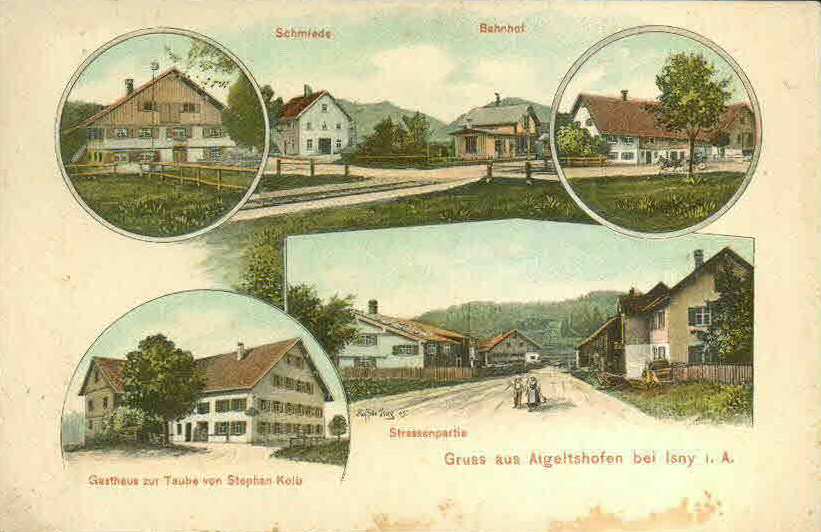
Haltepunkt Aigeltshofen auf einer historischen Postkarte

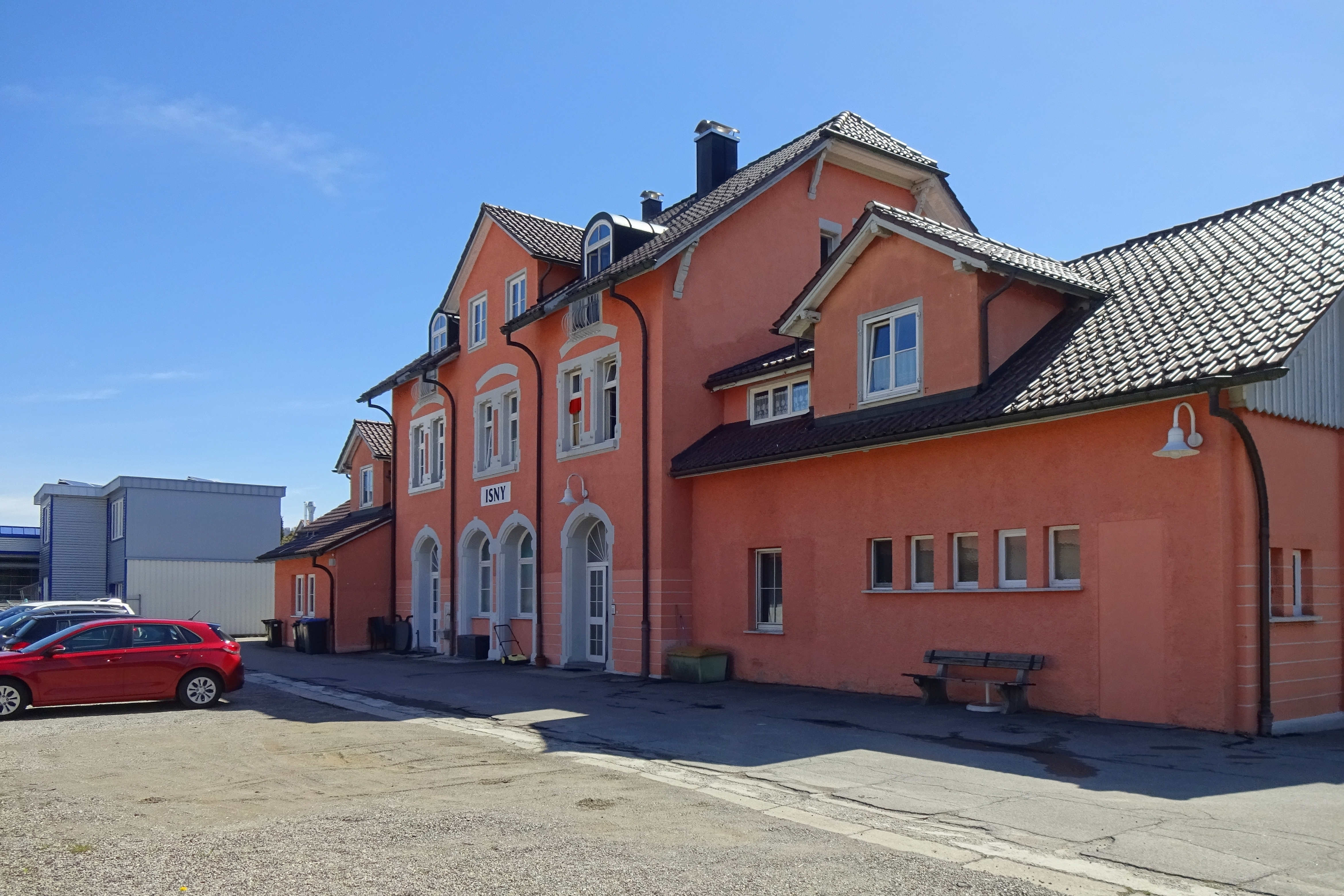
Bahnhof Isny

Die Bahnstrecke Herbertingen–Isny, auch Württembergische Allgäubahn oder Württemberg-Allgäu-Bahn genannt, ist eine normalspurige und durchgehend eingleisige Bahnstrecke in Baden-Württemberg, die von der Deutschen Bahn betrieben wird. Bei ihrem Bau verband sie Herbertingen an der Donau mit Isny im Allgäu, ist heute aber ab Leutkirch stillgelegt. Ursprünglich handelte es sich um eine 84,539 Kilometer lange Hauptbahn, zuletzt war der heute nicht mehr betriebene Abschnitt nur noch eine Nebenbahn. Bis Dezember 2020 wurde der Abschnitt Kißlegg–Leutkirch im Rahmen des Projekts Ausbaustrecke München–Lindau elektrifiziert. Der Abschnitt Herbertingen–Aulendorf war früher außerdem Teil der sogenannten Zollernalbbahn von Tübingen nach Aulendorf; der Abschnitt Altshausen–Aulendorf ist seit 2019 Teil der Räuberbahn von Pfullendorf nach Aulendorf.

## Geschichte

### Bau und Eröffnung
Um den württembergischen Teil des Allgäus besser an das Kernland anzubinden, setzte sich 1860 ein sogenanntes „Eisenbahn-Comite“ mit dem Ziel zusammen, auch Leutkirch und Isny an das Netz der Königlich Württembergischen Staats-Eisenbahnen anzuschließen. Am 13. August 1865 beschloss die Abgeordnetenkammer in Stuttgart schließlich den Bau der Strecke, die in fünf Teilabschnitten in Betrieb ging:
| 25. Juli 1869      | Saulgau–Waldsee      | 28,490 Kilometer |
| 10. Oktober 1869   | Herbertingen–Saulgau | 08,997 Kilometer |
| 15. September 1870 | Waldsee–Kißlegg      | 20,178 Kilometer |
| 1. September 1872  | Kißlegg–Leutkirch    | 10,947 Kilometer |
| 15. August 1874    | Leutkirch–Isny       | 15,927 Kilometer |

Im Bahnhof Aulendorf war die neue Strecke dabei mit der Bahnstrecke Ulm–Friedrichshafen verknüpft, womit der Ort zu einem wichtigen Eisenbahnknotenpunkt in Oberschwaben wurde.
Beim ehemaligen Haltepunkt Reipertshofen auf einer Höhe von 658 Metern und beim Haltepunkt Hochberg auf einer Höhe von 617 Metern überquert die Strecke jeweils die Europäische Hauptwasserscheide zwischen Rhein und Donau.

### Weitere Entwicklung
Nachdem 1889 die Bahnstrecke Leutkirch–Memmingen eröffnet wurde, verlor der Abschnitt von Leutkirch nach Isny verkehrlich an Bedeutung und wurde folglich 1890 zur Nebenbahn degradiert. Der letzte Abschnitt war stets schwach frequentiert, charakteristisch für die Strecke war das geringe Fahrgastpotential auf den Unterwegsstationen, die alle drei abseits der eigentlichen Siedlungen lagen:
- der Haltepunkt Urlau lag circa 600 Meter von der Ortsmitte der gleichnamigen Gemeinde entfernt,
- der Bahnhof Friesenhofen lag circa 1300 Meter von der Ortsmitte der gleichnamigen Gemeinde entfernt,
- der Haltepunkt Aigeltshofen lag circa 1000 Meter von der Ortsmitte der Gemeinde Rohrdorf entfernt, Aigeltshofen selbst ist nur ein Weiler.

Darüber hinaus lag aber auch der Endbahnhof Isny circa 900 Meter vom Marktplatz entfernt. Erst als die Wehrmacht 1935 damit begann, im nahe der Strecke gelegenen Waldgebiet Urlauer Tann die Heeresmunitionsanstalt Urlau zu errichten, gewann der letzte Teilabschnitt zumindest im Güterverkehr eine größere Bedeutung. So errichtete man ab Urlau eine insgesamt 2,5 Kilometer lange Anschlussbahn, welche bis in das Gelände der Munitionsanstalt hinein führte. Innerhalb des Sperrgebiets wurden umfangreiche Gleisanlagen angelegt, darunter auch fünf Ringgleise. Zur Durchführung der zahlreichen Rangierfahrten wurde damals außerdem der Haltepunkt Urlau zum Bahnhof aufgewertet. Zwar wurde das Anschlussgleis im Auftrag der französischen Besatzungstruppen schon 1948 wieder demontiert, jedoch nahm die neu gegründete Bundeswehr die Militärtransporte bereits 1961 wieder auf. Jedoch wurde die Munition fortan in Friesenhofen auf Lastkraftwagen umgeladen und von dort auf der Straße ins Munitionsdepot transportiert.
Am 26. Juni 1973 ereignete sich nahe Kißlegg ein schwerer Unfall. Ein Schulbus stieß an einem blinklichtgesicherten Bahnübergang mit einer einzeln fahrenden Lokomotive zusammen, nachdem der Busfahrer das Blinklicht missachtet hatte. Sieben Personen kamen dabei ums Leben, 13 wurden verletzt.
In Herbertingen wurde bereits vor dem Zweiten Weltkrieg ein ortsnaher Haltepunkt eröffnet, weil der Ausgangsbahnhof der Strecke ungünstig zum Ort liegt. Bekanntester Zug der Strecke war der Kleber-Express von Freiburg nach München, der von 1954 bis 2003 fuhr.

### Schrittweise Einstellung der Teilstrecke Leutkirch–Isny
Zum 1. Juni 1969 wurde mit Beginn des Sommerfahrplans der Personenverkehr zwischen Leutkirch und Isny eingestellt und von Bahnbussen übernommen. Die Einstellung des Güterverkehrs – und damit die Stilllegung zwischen Friesenhofen und Isny – erfolgte zum 30. Mai 1976, wiederum zu Beginn des Sommerfahrplans. Lediglich der Abschnitt Leutkirch–Friesenhofen wurde aufgrund des umfangreichen Militärverkehrs zur Munitionsanstalt Urlau weiterhin betrieben. Unmittelbar nach der Verkürzung der Strecke begann die Deutsche Bundesbahn damit, etwas südlich des Bahnhofs Urlau eine Ladestelle für den Militärverkehr zu errichten. Mit deren Inbetriebnahme konnte zum 7. Dezember 1976 auch der Abschnitt Ladestelle Urlau–Friesenhofen stillgelegt und die Munition fortan schon in Urlau umgeladen werden. Die Ladestelle diente vereinzelt auch zivilen Güterkunden. Die Strecke zur Ladestelle Urlau war seit 1976 nur noch ein Nebengleis des Bahnhofs Leutkirch. Dennoch wurde sie in den Jahren 1990 bis 1993 noch umfangreich saniert. Sie erhielt damals sowohl einen neuen Oberbau als auch neue Schienen, ferner Hektometertafeln, welche die alten Kilometersteine ersetzten. Gleichzeitig mit der Ertüchtigung begann in den 1990er Jahren mit Ende des Kalten Krieges der Niedergang des Militärverkehrs. Das Nebengleis wurde zuletzt nur noch selten bedient, am 31. Dezember 2001 erfolgte die Stilllegung und im Sommer 2004 der Rückbau.
Der südliche Endpunkt Isny war hingegen noch bis zum 18. April 1983 über die Kemptener Strecke an das Eisenbahnnetz angeschlossen, sie wurde bis zuletzt sowohl im Güterverkehr als auch im Personenverkehr bedient. Die Verbindung Leutkirch–Isny wird bis heute ersatzweise durch Omnibusse der Linie 7551 der DB ZugBus Regionalverkehr Alb-Bodensee bedient. Bis heute können durchgehende Fahrkarten von jedem Bahnhof Deutschlands zu Zielen an der ehemaligen Strecke Leutkirch–Isny erworben werden.
Im Juli 2020 kündigte das Verkehrsministerium Baden-Württembergs an, dass die Strecke Leutkirch-Isny in eine Studie zur Reaktivierung von Schienenpersonennahverkehr aufgenommen wird. Hierzu hat sich auch bereits eine Bahninitiative Isny-Leutkirch gegründet, um die Planungen zu unterstützen.

### Integration in den Allgäu-Schwaben-Takt
Mit Einführung des Allgäu-Schwaben-Taktes im Jahr 1993 wurde zwischen Aulendorf und Leutkirch ein Stundentakt eingeführt, der eine deutliche Attraktivitätssteigerung bedeutete. Zum Fahrplanwechsel im Dezember 2004 wurde dieser wegen angeblich zu geringer Fahrgastzahlen jedoch zum Zweistundentakt ausgedünnt, obwohl Studien auf der Relation Aulendorf–Memmingen zwischen 1993 und 2003 einen Anstieg der Fahrgastzahlen um 386 Prozent nachwiesen.
Infolgedessen versuchte die Pendlerinitiative „Allgäubahn im Stundentakt“, ab Anfang 2005 die Wiedereinführung des Stundentaktes durchzusetzen. Einen Teilerfolg erreichte sie, als zum nächsten Fahrplanwechsel im Dezember 2005 im Berufs- und Schülerverkehr einzelne zuvor gestrichene Züge wieder eingesetzt wurden. Im Oktober 2006 gründete sich außerdem die „Initiative Allgäubahn“, in der die an der Strecke liegenden Orte sich für eine Verbesserung des Angebots einsetzten. Unter anderem gab die vom Kißlegger Bürgermeister Dieter Krattenmacher koordinierte Initiative hierzu beim Tübinger Nahverkehrsberater Ulrich Grosse ein Gutachten in Auftrag. Sein Konzept, Buslinien nicht mehr parallel zum Schienenstrang, sondern rechtwinklig dazu laufen zu lassen, wurde im Sommer 2008 für den Raum Kißlegg realisiert.
Mit dem Fahrplanwechsel zum Winterfahrplan 2011/2012 wurde der Fahrplan wieder zu einem annähernden Stundentakt – allerdings mit verbliebenen Lücken zu den verkehrsschwächeren Tageszeiten – verdichtet. Der baden-württembergische Verkehrsminister Winfried Hermann setzte zur Finanzierung der zusätzlich bestellten Verkehre die von der Deutschen Bahn, unter anderem aufgrund des Ausfalls von Neigetechnik-Zügen, zu zahlenden Konventionalstrafen ein.

### Unwetterschäden 2024
Am 27. Juni 2024 wurde die Strecke zwischen Herbertingen und Altshausen durch ein Unwetter mit Starkregen beschädigt. Dabei wurde abschnittsweise das Gleis unterspült, der Hang durch Erdrutsche teilweise abgetragen und die Entwässerungsanlagen zerstört. Zwischen Herbertingen und Aulendorf wurde ein Schienenersatzverkehr im Stundentakt eingesetzt. Die Deutsche Bahn kündigte an, am 24. Juli 2024[veraltet] mit der Instandsetzung zu beginnen und am 5. August 2024 den Zugverkehr wieder freizugeben. Eine umfangreiche Erneuerung wurde für Ende des Jahres 2024[veraltet] avisiert.

## Streckenverlauf
Im Bahnhof Herbertingen der Bahnstrecke von Ulm nach Sigmaringen, der wie der gleichnamige Ort im südlichen Donautal liegt, zweigt die Trasse südostwärts in das flache Tal der Schwarzach hin ab, um Bad Saulgau zu erschließen. Um ins Tal der Schussen überzusetzen, muss eine Altmoränenplatte zwischen den Höhenzügen Wagenhart und Atzenberger Höhe über Altshausen entlang kleiner Gewässerläufe überwunden werden. Aulendorf im Schussental und damit die Bahnstrecke Ulm–Friedrichshafen wird erreicht, indem von Süden her eingefädelt wird. Nördlich des Knotenbahnhofs geht es südostwärts dann geradlinig nach Bad Waldsee, wo entlang des Urbachs und eines östlich verlaufenden Höhenzugs, an dessen Wolfegger Ach - Durchbruch er durchschnitten wird, die Himmelsrichtung bis Wolfegg beibehalten wird. Hier wird eine langgezogene S-Kurve erforderlich, um vom Höhenzug abzusteigen und anschließend geradlinig nach Kißlegg unter Einfädelung der Bahnstrecke Kißlegg–Hergatz zu gelangen. Nach Leutkirch im breiten Tal der Eschach wurde wieder ohne große Schwierigkeiten entlang kleiner Gewässerläufe gebaut, es besteht Anschluss an die Bahnstrecke Leutkirch–Memmingen.

## Güterverkehr
Der Güterverkehr beschränkt sich heute im Wesentlichen auf die Anlieferung von Rohmaterialien für das Saint-Gobain-Glaswerk in Bad Wurzach, diese gehen in Roßberg auf die dort abzweigende Roßbergbahn über.
In Roßberg wird im Sommerhalbjahr regelmäßig Kies aus einer nahe gelegenen Kiesgrube über ein ca. 2 km langes Förderband auf Ganzzüge verladen. Der Kies wird zu einem Umschlagplatz in Kressbronn an der Bahnstrecke Friedrichshafen–Lindau transportiert und dort entladen.
Bis zur Einstellung des Güterverkehrs auf der Bahnstrecke Altshausen–Schwackenreute am 31. Juli 2002 befuhren zudem sämtliche Güterzüge nach Pfullendorf den Streckenabschnitt Aulendorf–Altshausen. Seit der Reaktivierung des Güterverkehrs auf der Strecke befahren wieder Güterzüge nach Altshausen, Burgweiler, Ostrach und Pfullendorf diesen Abschnitt, wenn auch in deutlich geringerem Umfang als früher.

## Relikte im stillgelegten Abschnitt Leutkirch–Isny

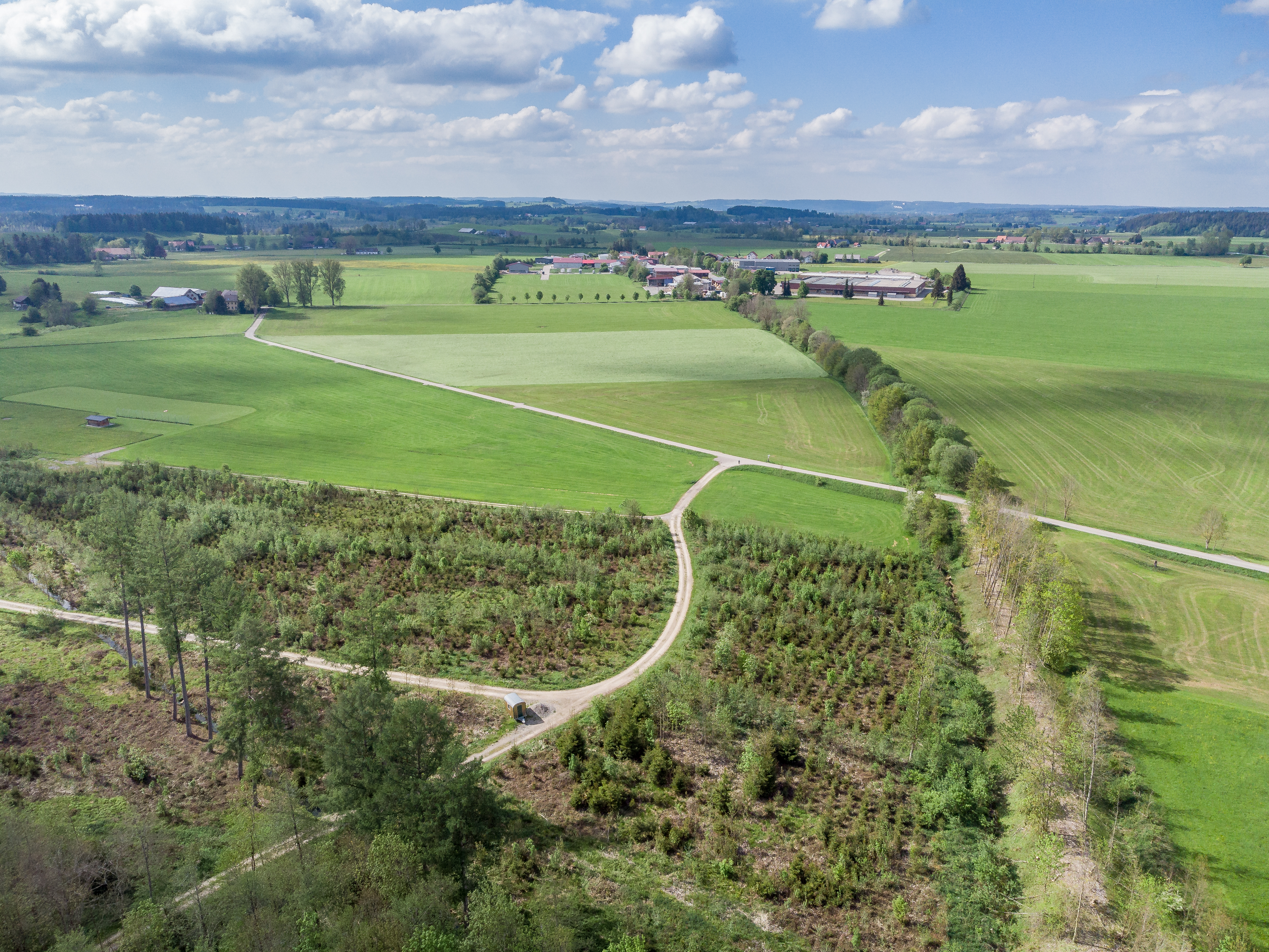
Die Bahntrasse (rechts) vor Friesenhofen Bahnhof im Jahr 2024

Die Schienen wurden im Laufe der Jahre fast vollständig entfernt, zuletzt im Restabschnitt Leutkirch–Urlau, wo das Gleis im Sommer 2004 abgebaut wurde. An drei Stellen sind noch Gleisreste übrig geblieben. So im Bereich der Ladestelle Urlau – wo die Schienen im Asphalt eingelassen sind –, bei den Feldwegüberfahrten auf Höhe der Ortsmitte von Urlau und beim ehemaligen Bahnwärterposten 79. An zwei Stellen wurde der Bahndamm komplett abgetragen, zum einen beim Weiler Rimpach, um zusätzliche landwirtschaftliche Nutzflächen zu gewinnen, zum anderen beim Weiler Speckenloch, wo ein Hochwasserrückhaltebecken für die Eschach entstand. Außerdem wurde das Bahnhofsgelände in Isny bereits in der zweiten Hälfte der 1980er Jahre mit einem Industriegebiet überbaut und in Leutkirch entstand 2006 auf der ehemaligen Trasse das Einkaufszentrum „Bahnhofsarkaden“. Es sind jedoch alle Empfangsgebäude sowie der Bahnwärterposten 79 erhalten geblieben, sie werden heute wie folgt genutzt:
- Urlau: Wohnhaus
- Friesenhofen: Gasthof
- Aigeltshofen: Wohnhaus
- Bahnwärterposten 79: Wohnhaus
- Isny: Büros/Wohnungen/Bar

Auch insgesamt fünf Straßenbezeichnungen erinnern noch an die Bahn, dies sind Urlau Bahnhof und Am Bahndamm in Urlau, Friesenhofen Bahnhof und Alte Bahnlinie in Friesenhofen sowie die Bahnhofstraße in Isny.

## Radweg
Auf einem circa 2,7 Kilometer langen Abschnitt der ehemaligen Trasse wurde um 2001 herum ein geschotterter Fuß- und Radweg eingerichtet. Dieser beginnt beim Weiler Oberhofen und endet beim Bahnwärterposten 79 beim Streckenkilometer 81,83.

## Rezeption
Teile des Kinofilms Wallers letzter Gang von Christian Wagner wurden 1988 auf dem Abschnitt Leutkirch–Isny gedreht. Im Wesentlichen spielt dieser sich jedoch auf der benachbarten Bahnstrecke Kempten–Isny ab.